# 速水佑次郎
速水 佑次郎（はやみ ゆうじろう、1932年（昭和7年）11月26日 - 2012年（平成24年）12月24日）は、日本の経済学者。専門は、農業経済学・開発経済学。学位は博士（アイオワ州立大学）。旧・東京都立大学名誉教授。位階は正四位。勲等は瑞宝重光章。文化功労者。
東京都立大学経済学部教授、青山学院大学国際政治経済学部教授、政策研究大学院大学教授などを歴任した。

## 来歴

### 生い立ち
東京府（現：東京都）出身。東京都立大学附属高等学校を経て、東京大学教養学部教養学科卒業。

### 経済学者として
農林水産省農業総合研究所で研究員となり、1957～60年に米国アイオワ州立大学経済社会学部大学院へ留学し、同大学院博士課程修了。農業経済学の博士号を取得した。1960年（昭和35年）に農業総合研究所に復職後、1966年（昭和41年）に東京都立大学経済学部助教授となり、1972年（昭和47年）に同教授に就任する。1986年（昭和61年）に東京都立大学名誉教授、同年に青山学院大学国際政治経済学部教授、2000年（平成12年）より国際開発高等教育機構(FASID)大学院プログラムディレクターおよび政策研究大学院大学教授となる。
この間、1968～70年にミネソタ大学客員准教授、1974～76年にフィリピン国際稲作研究所主任研究員、1981年（昭和56年）にデリー経済成長研究所客員教授、1984年（昭和59年）にオーストラリア国立大学客員研究員、1991年（平成3年）にイェール大学経済成長センター客員教授、1995～96年にコーネル大学李登輝客員教授を歴任する。また、アメリカ農業経済学会名誉会員、国際農業経済学会名誉会員である。
1999年（平成11年）に紫綬褒章、2004年（平成16年）に文化功労者となり、2007年（平成19年）には瑞宝重光章を受章した。2012年12月24日、誤嚥性肺炎のため死去。同日付で叙正四位。

## 略歴
- 1932年 - 東京府にて誕生。
- 1956年 - 東京大学教養学部卒業。
- 1956年 - 農業総合研究所研究員。
- 1957年 - アイオワ州立大学経済社会学部大学院留学。
- 1966年 - 旧・東京都立大学経済学部助教授。
- 1968年 - ミネソタ大学客員准教授。
- 1972年 - 東京都立大学経済学部教授。
- 1974年 - フィリピン国際稲研究所上席研究員。
- 1986年 - 青山学院大学国際政治経済学部教授。
- 1991年 - イェール大学経済成長センター客員教授。
- 1995年 - コーネル大学客員教授。
- 1997年 - 世界農業経済学会名誉会員。
- 2000年 - 国際開発高等教育機構大学院プログラムディレクター。
- 2000年 - 政策研究大学院大学教授。
- 2012年 - 東京都目黒区にて死去。

## 受賞歴
- 日本農業経済学会賞
- アメリカ農業経済学会賞
- 1973年 - 第16回日経・経済図書文化賞（『日本農業の成長過程』創文社）
- 1987年 - 第3回NIRA政策研究・東畑記念賞
- 1996年 - 第36回日経・経済図書文化賞（『開発経済学』創文社）
- 2001年 - 第12回福岡アジア文化賞

## 栄典
- 1999年 - 紫綬褒章。
- 2004年 - 文化功労者。
- 2007年 - 瑞宝重光章。
- 2012年 - 正四位。

## 著書

### 単著
- 『日本農業の成長過程』（創文社、1973年）
- Understanding village community and the direction of Agrarian change in Asia (Institute of Economic Growth, 1981)
- 『農業経済論』（岩波書店、1986年）
- Japanese agriculture under siege : the political economy of agricultural policies (Macmillan, 1988)
- 『開発経済学：諸国民の貧困と富』（創文社、1995年／新版、2000年）
- Development Economics: from the poverty to the wealth of nations (Oxford University Press, 1997)

### 共著
- Agricultural Development: An International Perspective, with Vernon W. Ruttan (Johns Hopkins University Press, 1971 / Revised edition, 1985）
- A century of agricultural growth in Japan : its relevance to Asian development, with Masakatsu Akino, Masahiko Shintani, Saburo Yamada (University of Tokyo Press, 1975)
- Asian village economy at the crossroads : an economic approach to institutional change, with Masao Kikuchi (University of Tokyo Press, 1981)
- Does price distortion necessarily reduce social welfare? : the case of producer levy in India, with K. Subbarao (Institute of Economic Growth, University Enclave, 1981)
- （本間正義）『国際比較からみた日本農業の保護水準』（政策構想フォーラム、1983年）
- The political economy of agricultural protection : East Asia in international perspective, with Kym Anderson, Aurelia George et al. (Allen & Unwin in association with the Australia-Japan Research Centre, Australian National University, 1986)
- Toward an alternative land reform paradigm : a Philippine perspective, with Ma. Agnes R. Quisumbing, Lourdes S. Adriano (Ateneo de Manila University Press, 1990)
- The agricultural development of Japan : a century's perspective, with Saburo Yamada (University of Tokyo Press, 1991)
- The agrarian origins of commerce and industry : a study of peasant marketing in Indonesia, with Toshihiko Kawagoe (Macmillan Press, 1993)
- The economics of contract choice : an agrarian perspective, with Keijiro Otsuka (Clarendon Press, 1993)
- （神門善久）『農業経済論 新版』（岩波書店、2002年）

### 編著
- 『農業発展における市場メカニズムの再検討』（アジア経済研究所、1988年）
- Toward the rural-based development of commerce and industry : selected experiences from East Asia (World Bank, 1998)

### 共編著
- （大川一司）『日本経済の長期分析：成長・構造・波動』（日本経済新聞社、1973年）
- Agricultural growth in Japan, Taiwan, Korea, and the Philippines, co-edited with Vernon W. Ruttan, Herman M. Southworth (Published for the East-West Center by the University Press of Hawaii, 1979)
- （港徹雄）『取引と契約の国際比較：学際的アプローチ』（創文社、1992年）
- The institutional foundations of East Asian economic development : proceedings of the IEA Conference held in Tokyo, Japan, with Masahiko Aoki (St. Martin's Press, 1998)

他、和文、英文で論文・著作が多数ある。